# 소액심판제도
소액심판제도(少額審判制度)는 소송 목적의 값이 3,000만원을 초과하지 아니하는 금전 기타 대체물이나 유가증권의 일정한 수량의 지급을 목적으로 하는 제1심의 민사사건을 대상으로 하는 재판 제도이다. 사건이 비교적 단순한 경우 신속하고 간편한 절차로 심판을 받을 수 있도록 한 제도이다.